# Maison Barnum
Pour les articles homonymes, voir Barnum.
La maison Barnum est une maison construite entre 1817 et 1819 par Eliakim Barnum, un loyaliste originaire du Vermont.
Elle est située à proximité de Grafton dans la municipalité de Alnwick/Haldimand (en) en Ontario.
C'est un musée depuis 1940, désigné comme lieu historique national en 1959.